# San Martín del Mar
San Martín del Mar (en asturiano y oficialmente Samartín del Mar) es una parroquia española del concejo de Villaviciosa, en Asturias. En 2020 contaba con una población de 219 habitantes (INE, 2020).
Está situada a cinco kilómetros de la capital del concejo, Villaviciosa. Limita al norte con la parroquia de Tazones, al sur con las de Bedriñana y Tornón, al oeste con la de Oles y al este con la de Selorio.

## Localidades
La parroquia está formada por las siguientes poblaciones:
- Liñero (Lliñeru), lugar
- Llames, aldea
- San Martín (Samartín), aldea

## Demografía
| Gráfica de evolución demográfica de San Martín del Mar entre 2000 y 2020 |
|                                                                          |
| Población de derecho (2000-2020) según el padrón municipal del INE       |

## Patrimonio
- Iglesia de San Martín del Mar.[4]